# Districte de Nicòsia
El Districte de Nicòsia és un dels sis districtes de Xipre. La principal ciutat també és la capital de l'illa, Nicòsia. La part septentrional del districte fou ocupat per l'exèrcit turc el 1974, i és controlat per la República Turca de Xipre del Nord que no és reconeguda internacionalment, i que l'administra des de la part ocupada del districte de Làrnaca.